# Val di Tovel
La Val di Tovel è una valle del Trentino-Alto Adige. Il toponimo ha origine dalla parola latina “tubus” con cui si indicavano i canaloni molto ripidi lungo i quali veniva fatto scivolare il legname verso valle.

## Caratteristiche
La Val di Tovel si trova nel gruppo dolomitico di Brenta, all'interno del Parco Naturale Adamello-Brenta. Si insinua dall'abitato di Tuenno per 17 km tra il Monte Peller a ovest e il massiccio della Campa a est, fino all'imponente circo roccioso delle Dolomiti di Brenta che circoscrive l'alta valle. È solcata dal torrente Tresenga.
Attrattiva principale della valle è il lago di Tovel.

## Rifugi
- Rifugio Peller - 2.022 m